# Trent Ford
Trent Manley Ford (ur. 16 stycznia 1979 w Akron) – brytyjsko–amerykański aktor filmowy i telewizyjny oraz model.

## Życiorys

### Wczesne lata
Urodził się w Akron w stanie Ohio jako syn Patricii Leigh (z domu Harris), angielskiej stewardesy pochodzącej z Birmingham w hrabstwie Warwickshire, i Trenta Fredericka Forda, pilota doświadczalnego United States Navy. Kiedy miał rok przeniósł się wraz z rodzicami do Wielkiej Brytanii. Dorastał w Cradley i Malvern z młodszym rodzeństwem – bratem i dwiema siostrami. Studiował ekonomię i literaturę angielską w Clare College na University of Cambridge.

### Kariera
Wystąpił na dużym ekranie w melodramacie W głębi (Deeply, 2000) jako James z Kirsten Dunst i Lynn Redgrave, dramacie Roberta Altmana Gosford Park (Gosford Park, 2001), komedii Cicha woda (Slap Her... She’s French, 2002) z Piper Perabo, melodramacie Uwierz w miłość (How to Deal, 2003) z Mandy Moore i Allison Janney oraz westernie Christophera Caina Wrześniowy świt (September Dawn, 2007) u boku Jona Voighta.
W serialu NBC Prezydencki poker (The West Wing, 2002–2003) pojawił się jako Jean Paul, francuski przyjaciel Zoey Bartlet (Elisabeth Moss). Gościł też w serialu Tajemnice Smallville (Smallville, 2004) z Tomem Wellingiem.
Brał udział w kampanii reklamowej perfum Calvina Kleina „Eternity Moment” z Scarlett Johansson, a także Gap Inc., Abercrombie & Fitch i Valentino.
W maju 2012 roku przyjął rolę Alexa w filmie krótkometrażowym Shoot’er z Nikki Sixxem.
29 września 2013 roku wystąpił w szóstym sezonie serialu CBS Mentalista (The Mentalist).
Wziął udział w teledysku do singla grupy Sixx:A.M. „Gotta Get It Right”, który miał swoją premierę 6 sierpnia 2014 roku.

## Filmografia

### Filmy kinowe
- 2000: W głębi (Deeply) jako James Griggs
- 2001: Gosford Park jako Jeremy Blond
- 2002: Cicha woda (Slap Her, She’s French) jako Ed Mitchell
- 2003: Uwierz w miłość (How to Deal) jako Macon Forrester
- 2005: Wyspa (The Island) jako model Calvina Kleina
- 2006: W parku (Park) jako Nathan
- 2007: Wrześniowy świt (September Dawn) jako Jonathan Samuelson
- 2013: Burning Blue jako Daniel Lynch

### Seriale TV
- 2002–2003: Prezydencki poker (The West Wing) jako Jean Paul
- 2004: Tajemnice Smallville (Smallville) jako Mikhail Mxyzptlk
- 2004: Uziemieni (Grounded for Life) jako Steve
- 2010–2011: Pamiętniki wampirów (The Vampire Diaries) jako Trevor
- 2007: Powrót do życia (Life) jako Jeffrey Farmer
- 2011: 90210 jako instruktor projektant mody
- 2013: Mentalista (The Mentalist) jako Gavin Yardley